# Solnen
Solnen är en sjö i Vimmerby kommun i Småland och ingår i Viråns huvudavrinningsområde. Sjön har en area på 1,49 kvadratkilometer och ligger 119 meter över havet. Sjön avvattnas av vattendraget Virån. Vid provfiske har bland annat abborre, gädda, mört och sarv fångats i sjön.

## Delavrinningsområde
Solnen ingår i det delavrinningsområde (638435-150707) som SMHI kallar för Utloppet av Solnen. Medelhöjden är 128 meter över havet och ytan är 8,09 kvadratkilometer. Det finns inga avrinningsområden uppströms utan avrinningsområdet är högsta punkten. Avrinningsområdets utflöde Virån mynnar i havet. Avrinningsområdet består mestadels av skog (52 %) och jordbruk (16 %). Avrinningsområdet har 1,48 kvadratkilometer vattenytor vilket ger det en sjöprocent på 18,3 %.

## Fisk
Vid provfiske har följande fisk fångats i sjön:
- Abborre
- Gädda
- Mört
- Sarv
- Sutare